# Museo Horne
El Museo Horne es un museo de arte de origen privado, ubicado en Florencia (Italia). Ocupa el Palazzo Corsi en la calle Benci de dicha ciudad y custodia la colección de viejos maestros y antigüedades reunida por el arquitecto e historiador Herbert P. Horne, quien la legó a su muerte (1916) al Comune (Ayuntamiento) de Florencia. Entre sus tesoros, sobresale una tabla de San Esteban, de Giotto.

## Historia
En 1911, el historiador y arquitecto inglés Herbert Percy Horne adquiere el Palazzo Corsi, en la Vía de’Benci de Florencia, a fin de dar un lugar adecuado a su colección privada de pinturas, esculturas, diseños y muebles. Su intención era recrear la atmósfera del Renacimiento. Al fallecer en 1916, Horne legó dicha colección (que llegaba a 6.000 piezas) a las autoridades locales, que al año siguiente impulsaron una fundación «a beneficio del estudio».
El Museo Horne resultó muy afectado por las inundaciones que asolaron la ciudad en 1966. Tardó en reabrirse diez años, y las obras de reforma no se dieron por completadas hasta 1989.
El Palazzo Corsi se ubica en el «quartiere» o barrio de Santa Croce, entre las calles Vía de’Benci y Corso de’Tintori. En el siglo XIV, las casas de esta zona pertenecían a la poderosa familia Alberti. En 1489, debido a una deuda, los Alberti perdieron el palazzo, que pasó a los hermanos Luigi y Simone Corsi, quienes lo ampliaron y remodelaron (1492-1502) hasta cuadruplicar su valor. No era un edificio muy grande, pero ello se compensó con un diseño acertado y labores de cantería de gran riqueza. Se convirtió en modelo para múltiples palacios erigidos en el siglo XVI.
Herbert Percy Horne (Londres, 1864 – Florencia, 1916) fue una figura ecléctica de la Inglaterra victoriana. Fue diseñador, estudioso del arte, la música y la literatura, así como coleccionista. Visitó Italia por primera vez en 1889, y en 1894 llegó a Florencia para escribir un libro sobre Botticelli para la editorial Bell de Londres. Se instaló definitivamente en la ciudad dos años después, aunque mantuvo los contactos con su país. Se volcó en la crítica de arte, y la fascinación que sentía por el Renacimiento le llevó a rodearse de pinturas y demás objetos de esa época. Gracias a su formación y a su gusto refinado, reunió muchas piezas a pesar de que no contaba con demasiado dinero, al menos inicialmente.
La primera obra que Horne compró fue Deucalión y Pirra de Beccafumi, en Inglaterra; solía seguir el mercado internacional y se adjudicó auténticas joyas a precios modestos. Por 21 libras esterlinas, compró un tomo con 48 diseños de Giambattista Tiepolo, que han sido restaurados en 2016 . En el periodo 1890-1916 compró importantes dibujos y grabados, primero ingleses y luego italianos. También en 1900-1910 compró sus mejores cuadros; en 1904 el San Esteban de Giotto en Londres por apenas 9 libras y cinco chelines, y en 1906 un tríptico de Pietro Lorenzetti por mil liras. También compró dos cuadros de Francesco Furini, lo que demuestra su gusto avanzado pues Furini era entonces poco cotizado y Horne se anticipó al repunte crítico del barroco florentino. Por otra parte, Horne mantuvo una actividad como marchante para otros, como el Metropolitan Museum de Nueva York y el coleccionista John G. Johnson. Para ello, llegó a un acuerdo con Bernard Berenson.

## Colecciones
Actualmente, el Museo Horne se presenta al público tal como quería el Sr. Horne: como una refinada selección de obras maestras de pintura y escultura (desde Giotto y Simone Martini, hasta Giambologna), en una casa amueblada con piezas valiosas que van del siglo XIII al XVI. En el corazón de Florencia, el Museo Horne se ofrece como un espacio para revivir el pasado y descubrir costumbres y artes de la ciudad en los siglos XV y XVI.
El Museo Horne está especializado en pintura, escultura y artes decorativas de los siglos XIV-XVI, de acuerdo al gusto por el Renacimiento que se impuso en la época victoriana. Su punto fuerte son las pinturas de los llamados «primitivos» (siglos XIV y XV), que Horne pudo reunir a precios asequibles cuando aún no se habían puesto de moda.
La gran joya del Museo Horne es el San Esteban de Giotto. Le siguen un díptico (Virgen con el Niño y Ecce Homo) de Simone Martini, una tabla con tres santos de Pietro Lorenzetti, Cristo resucitado de Filippo Lippi, La reina Vasti de Filippino Lippi, San Jerónimo de Piero di Cosimo, Escena de la vida de san Juliano de Masaccio, Sagrada Familia de Beccafumi, Alegoría de la Música de Dosso Dossi, La mujer de Lot de Francesco Furini...
La sección de escultura incluye un Desnudo masculino y una Venus, ambos en terracota, de Giambologna, así como un San Pablo en madera policromada de Vecchietta. Otras obras destacadas son Caballero venciendo al enemigo y un bajorrelieve de La Virgen con el Niño, ambos de Jacopo Sansovino.
La colección de dibujos incluye originales de Rafael, Giulio Romano, Guido Reni, Guercino, un autorretrato de Pontormo y Estudio de paisaje de Parmigianino, además del ya citado conjunto de bocetos de Tiepolo. Según algunas fuentes, por su fragilidad los dibujos se hallan guardados en los Uffizi.
El Museo Horne se ambienta con múltiples muebles y piezas decorativas y de uso cotidiano, mayormente de un periodo histórico entre los siglos XV y XVII. Destacan varios cassoni o arcones para guardar ropa, así como espejos, platos de mayólica, orfebrería y otros objetos variopintos.

## Galería de fotos

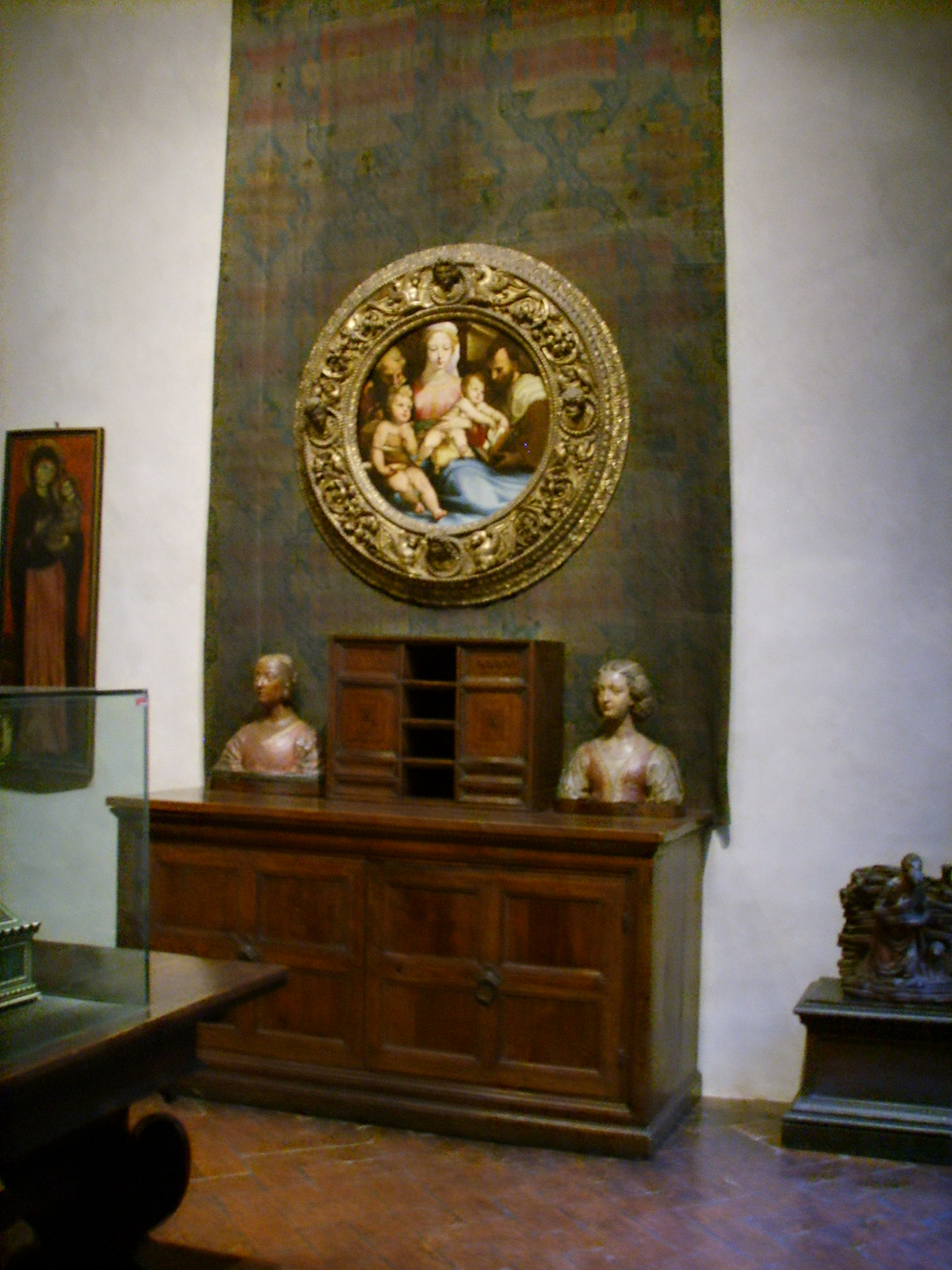
Salón del museo, con la Sagrada Familia de Beccafumi
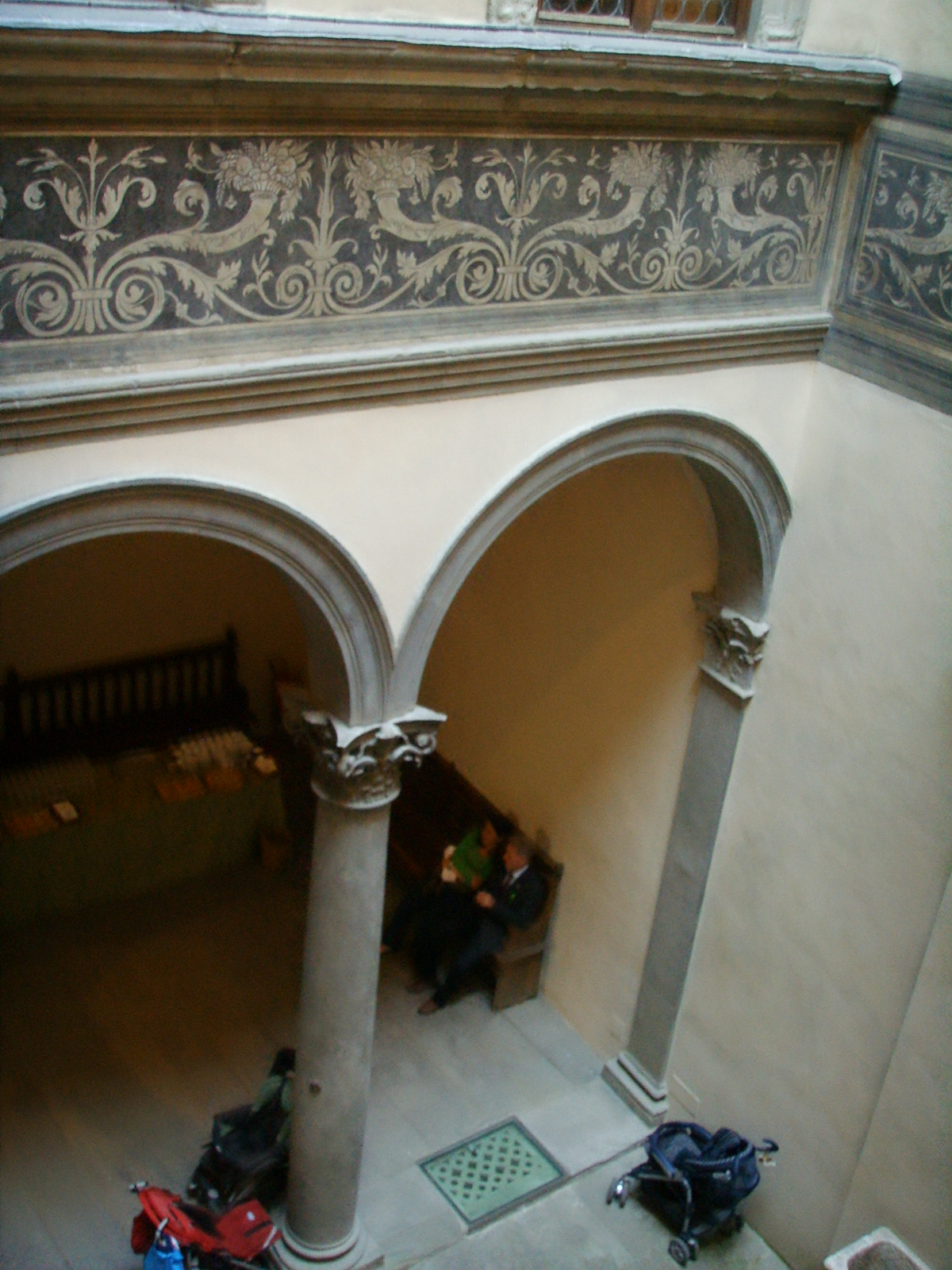
Patio del museo
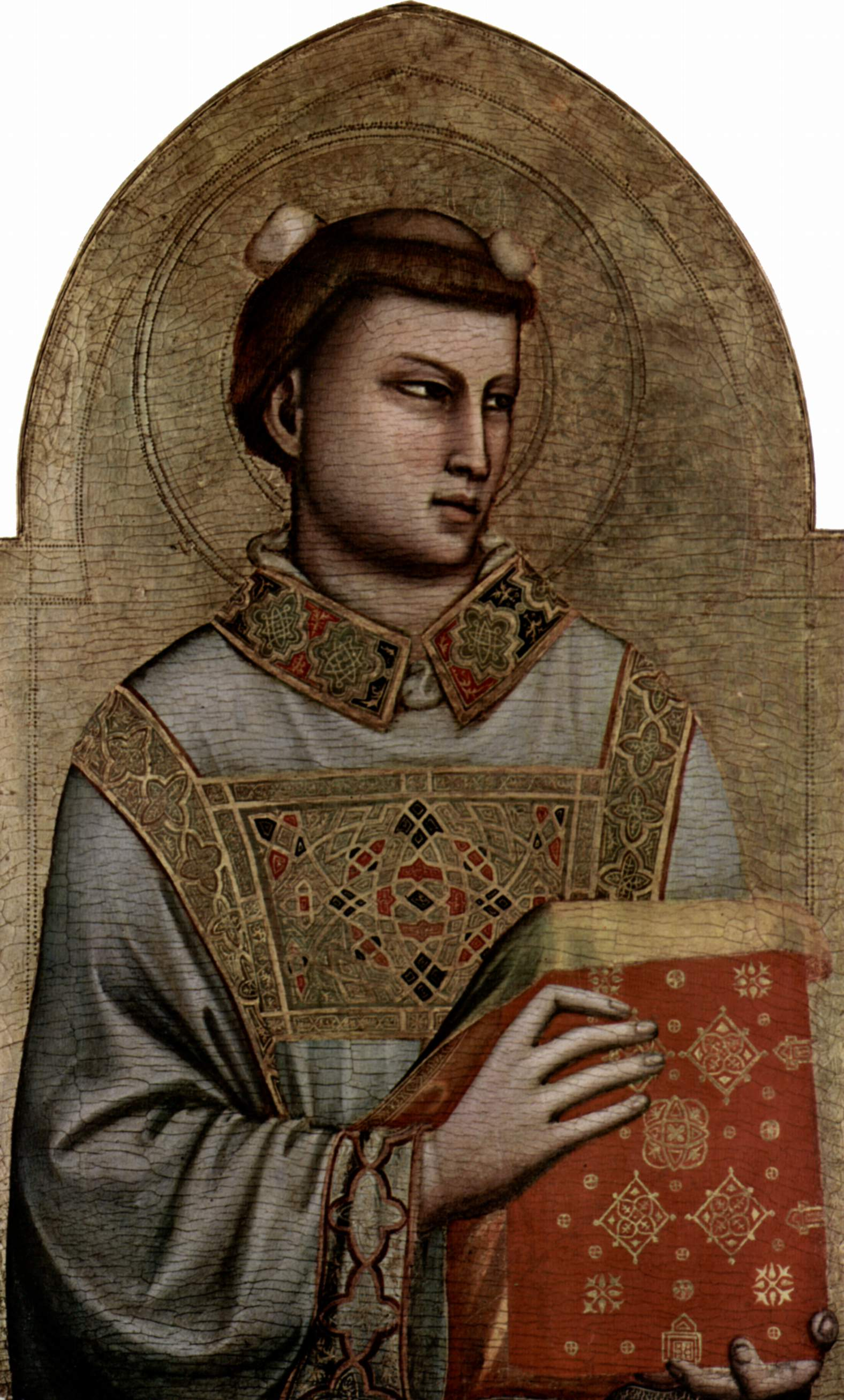
El famoso San Esteban de Giotto
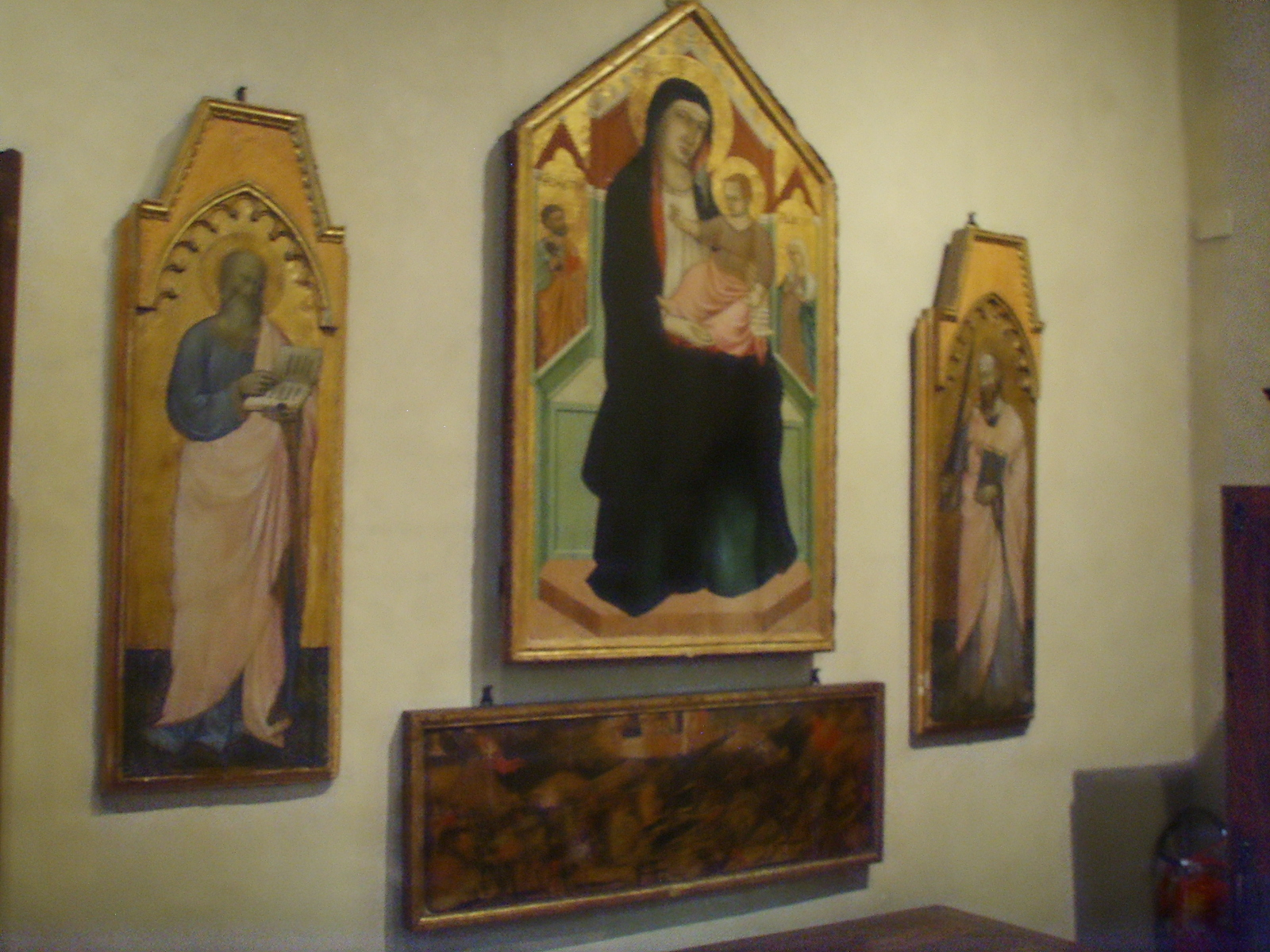
Sala con diversas pinturas